# Sant'Antonio da Padova in Via Tuscolana
Sant'Antonio da Padova in Via Tuscolana, även benämnd Santi Antonio di Padova e Annibale Maria, är en kyrkobyggnad i Rom, helgad åt den helige Antonius av Padua. Kyrkan är belägen vid Piazza Asti i kvarteret Tuscolano och uppfördes 1947–1948 efter ritningar av arkitekten Raffaele Boccuni.

## Titelkyrka
Sant'Antonio da Padova in Via Tuscolana är sedan år 1973 titelkyrka.
Kardinalpräster
- Paulo Evaristo Arns (1973–2016)
- Jean Zerbo (2017–)